# Khan Jleimdun
Khan Jleimdun (tiếng Ả Rập: خان جليمدون) là một ngôi làng Syria nằm ở phó huyện Jubb Ramishima ở huyện Masyaf, Hama. Theo Cục Thống kê Trung ương Syria (CBS), Khan Jleimdun có dân số 69 trong cuộc điều tra dân số năm 2004.